# William MacGregor
Ne doit pas être confondu avec William McGregor.
Pour les articles homonymes, voir MacGregor.
William MacGregor, né le 20 octobre 1846 à Hillockhead sur la paroisse de Towie (Aberdeenshire) et mort le 3 juillet 1919 dans le Berwickshire, est un médecin, explorateur et administrateur colonial britannique.
Il a été successivement lieutenant-gouverneur de Nouvelle-Guinée, gouverneur de la colonie de Lagos, gouverneur de Terre-Neuve et gouverneur du Queensland.

## Biographie
MacGregor est né à Hillockhead en Écosse. Il est le fils aîné de John MacGregor, un fermier, et de son épouse Agnes. Il étudie à l'école du manoir de Strathmore et à Tillyduke avant de devenir ouvrier agricole. Encouragé par son maître d'école et par le médecin local qui reconnait ses capacités, il entre à l'Aberdeen Grammar School (en) en avril 1866 et s'inscrit à l'Université d'Aberdeen en octobre 1867. Il obtient son diplôme MB et CM de l'Université d'Aberdeen en 1872 et son doctorat en médecine en 1874. Il étudie également étudié au Anderson's Medical College (LFPS) et à l'Université d'Édimbourg (LRCP) et devient assistant médical au Royal Lunatic Asylum d'Aberdeen (Royal Cornhill Hospital).
En février 1873, il devient médecin adjoint aux Seychelles et, en 1874, est nommé résident à l'hôpital et surintendant de l'asile d'aliénés de Maurice. Arthur Hamilton-Gordon, gouverneur de l'île, le remarque et, lorsque Gordon est transféré aux Fidji en 1875, il obtient les services de MacGregor en tant que médecin-chef des Fidji. Aux Fidji, MacGregor fait face à une terrible épidémie de rougeole, qui entraîne la mort de 50 000 personnes. En 1877, il est nommé receveur général et, par la suite, occupe diverses autres fonctions, notamment celle de secrétaire aux colonies. À plusieurs reprises, il agit en tant que gouverneur, ainsi que haut-commissaire et consul général par intérim pour le Pacifique occidental.
En 1884, le navire Syrie, avec des coolies pour les Fidji, débarque à environ 24 km de Suva. MacGregor organise une expédition de secours et sauve personnellement plusieurs vies ; son rapport ne fait aucune mention de ses propres actes, mais ils ne peuvent pas rester cachés, et il reçoit la médaille Albert et la médaille d'or Clarke de la Royal Humane Society of Australasia (en) pour avoir sauvé des vies en mer. En janvier 1886, il représente les Fidji à la réunion du conseil fédéral d'Australasie tenue à Hobart.
MacGregor a été décrit comme « sincère, perspicace et courageux ». Linguiste, il parlait italien, français et allemand.
Son expérience auprès des indigènes lui vaut d'être nommé administrateur de la Nouvelle-Guinée britannique, poste qu'il occupera du 4 septembre 1888 au 13 mars 1895. Il y a affaire à un peuple belliqueux divisé en plusieurs tribus, et son grand problème est de les faire vivre ensemble dans une amitié raisonnable. Il lance parfois des expéditions punitives, mais l'effusion de sang est évitée autant que possible et, grâce à son tact et à sa persévérance, MacGregor finit par instaurer l'ordre public. Une partie de cela est en partie liée au raid annuel de chasse aux têtes et à la cannibalisation des tribus côtières par les guerriers Tugeri, auquel il a met fin. Il fait de nombreuses explorations non seulement le long de la côte mais aussi à l’intérieur. Andrew Gibb Maitland est détaché comme géologue en 1891. En 1892, la position est suffisamment établie pour lui permettre de publier un manuel d'information destiné aux futurs colons en Nouvelle-Guinée britannique (Handbook of Information for intending Settlers in British New Guinea). Il reçoit la Médaille du Fondateur de la Royal Geographical Society en 1896.
Nommé lieutenant-gouverneur le 13 mars 1895, il prend sa retraite le 10 septembre 1898.
De 1899 à 1904, il reprend du service et devient gouverneur de la colonie de Lagos, au Nigeria, où il lance une campagne contre le paludisme, fait assécher les marais pour détruire autant que possible les moustiques responsables de la propagation de la maladie. De nombreux autres travaux importants dans le développement du pays sont réalisés en construisant des routes et une voie ferrée. Ses efforts pour améliorer la santé de sa communauté lui valent de recevoir la médaille Mary-Kingsley en 1910 de la Liverpool School of Tropical Medicine (en).
Transféré en 1904 à la colonie de Terre-Neuve, il en devient gouverneur pendant cinq ans. Ses connaissances médicales sont alors très utiles dans la lutte contre la tuberculose, alors très répandue à Terre-Neuve. Il a également accompli un travail précieux dans le traitement de la question de la pêche, en persuadant les parties en conflit de porter le différend devant le tribunal international de La Haye, qui a abouti à un règlement à l'amiable.
Au cours de son mandat, MacGregor a affaire à des élections générales au cours desquelles deux partis politiques sont élus à égalité. Le premier ministre Robert Bond demande la dissolution avant que la Chambre ne siège. MacGregor refuse. Lors de la première séance de la Chambre, Bond présente une motion sans succès pour nommer un président, puis demande la dissolution. Après avoir subi une défaite, le gouverneur MacGregor suggère à Bond de démissionner. Edward Morris forme un ministère et subit également une défaite majoritaire à la présidence. Lors d'une deuxième élection générale, Morris est réélu avec une bonne majorité. Les actions de MacGregor ont été approuvées par de nombreuses autorités en la matière.
Le 2 décembre 1909, il est nommé gouverneur du Queensland. Il participe à l'inauguration de l'Université du Queensland et accepte de remettre sa résidence de Old Government House pour en faire son premier bâtiment. L'un de ses premiers actes en tant que gouverneur est d'assister à la cérémonie d'inauguration le 10 décembre 1909. Il devient également le premier chancelier. MacGregor est aussi président de la Royal Geographical Society of Queensland.
Le samedi 28 juin 1913, se rendant à Townsville dans le nord du Queensland, en tant que pionnier de la médecine tropicale, il inaugure officiellement le nouveau bâtiment de deux étages d'une valeur de 2 757 £ pour l'Institut de médecine tropicale. Le bâtiment (maintenant classé au patrimoine) de la rue Clifton était proche et à l'ouest de l'hôpital général. L'Institut existait depuis plusieurs années auparavant, et le gouverneur avait visité l'établissement à plusieurs reprises, ,.
Il préside la réunion inaugurale de la Royal Historical Society of Queensland (en) en août 1913 et en devient le président,,.
Il prend sa retraite du poste de gouverneur en juillet 1914.
IWilliam MacGregor a épousé en 1883 Mary Jane, qui lui survivra. Le couple aura un fils et trois filles. Ils se sont rencontrés lorsqu'il était administrateur de la Nouvelle-Guinée britannique. Elle aurait été la première femme de race blanche née aux Fidji. Deux des filles devaient naître aux Fidji. Lady MacGregor a failli perdre la vie à cause de la fièvre lors de sa première visite à son mari alors qu'il était gouverneur de la colonie de Lagos.
Il a été créé Compagnon de l'Ordre de Saint-Michel et Saint-Georges en 1881, avancé au rang de Chevalier Commandeur de l'Ordre de Saint-Michel et Saint-Georges en 1889, fait Compagnon de l'Ordre du Bain en 1897, promu Chevalier Grand-Croix de l'Ordre de Saint-Michel et Saint-Georges en 1907 et est nommé conseiller privé en 1914. Il avait les diplômes honorifiques de Docteur en sciences (Cambridge) et de Legum Doctor (Aberdeen, Édimbourg et Queensland).
En 1914, MacGregor prend sa retraite et part vivre dans le domaine de « Chapel-on-Leader » (près de la rivière Leader, à mi-chemin entre Lauder et Earlston, Berwickshire, Écosse). Pendant la Première Guerre mondiale, il effectue un certain nombre de travaux de guerre et a également donné des conférences sur son expérience de la domination allemande dans le Pacifique.
Après une opération pour des adhérences intestinales et des calculs biliaires, il meurt le 3 juillet 1919. Il est alors incinéré et enterré à côté de ses parents dans le cimetière de Towie, son village natal. Mary MacGregor est morte en décembre 1919.
Par testament, il lègue ses collections ethnologiques et ornithologiques à l'Université d'Aberdeen, et sa bannière de la cathédrale Saint-Paul à l'Université du Queensland. Au cours des premières années de son époque papoue, des spécimens ethnologiques ont été collectés et présentés au Queensland Museum (en), des spécimens d'oiseaux au musée de Sydney et une collection de flore au département de botanique de Melbourne ; ce dernier indique avoir rendu le botaniste baron Ferdinand von Mueller « extrêmement enthousiaste ».
Deux banlieues australiennes portent son nom : MacGregor à Brisbane et Macgregor à Canberra.